# Dichelus acanthopus
Dichelus acanthopus är en skalbaggsart som beskrevs av Hermann Burmeister 1844. Dichelus acanthopus ingår i släktet Dichelus och familjen Melolonthidae. Inga underarter finns listade i Catalogue of Life.